# Amphelictus bicolor
Amphelictus bicolor là một loài bọ cánh cứng trong họ Cerambycidae.